# Nušl (cratère)
Pour les articles homonymes, voir Nušl.
Nušl est un cratère d'impact situé sur la face cachée de la Lune. Il se trouve juste au nord du cratère Trumpler (en) et à l'ouest de Shayn.
Le diamètre du cratère est de 61 km. Sa profondeur moyenne est d'environ 3,8 km, mais la hauteur totale (du point le plus bas du fond au point le plus élevé du bord) atteint 5,2 km.
L'âge de ce cratère est estimé à l'Imbrien supérieur. Il a un bord légèrement érodé et possède encore quelques structures en terrasse ou en corniche le long de la paroi intérieure. Un petit cratère, Nušl E, est attaché au bord extérieur le long de l'est-nord-est. Le sol intérieur est relativement plat, avec un pic central allongé près du point médian. Nušl ne contient que de petits cratères, le plus grand mesurant environ 1,5 km. Il n'y a pas de lave, de rilles ou de système de rayons.

## Cratères satellites
Par convention, ces caractéristiques sont identifiées sur les cartes lunaires en plaçant la lettre sur le côté du point médian du cratère le plus proche de Nušl.
| Nušl | Latitude | Longitude | Diamètre |
| ---- | -------- | --------- | -------- |
| E    | 32,8° N  | 169,0° E  | 26,5 km  |
| S    | 31,2° N  | 164,1° E  | 42 km    |
| Y    | 34,2° N  | 166,8° E  | 51 km    |